# NGC 2730
NGC 2730 is een balkspiraalstelsel in het sterrenbeeld Kreeft. Het hemelobject werd op 28 maart 1864 ontdekt door de Duitse astronoom Albert Marth.

## Ecliptica
Het stelsel NGC 2730 bevindt zich, samen met het iets oostelijker gelegen stelsel NGC 2734, betrekkelijk dicht tegen de Ecliptica, hetgeen betekent dat beide stelsels, gezien vanaf de Aarde, regelmatig bezocht worden door de planeten van het Zonnestelsel. NGC 2730 en NGC 2734 zijn een kwart van een graad zuidoostelijk van de ster 68 Cancri te vinden.

## Synoniemen
- UGC 4743
- MCG 3-23-28
- ZWG 90.57
- IRAS08594+1702
- PGC 25384